# Saidi Swedi
Saidi Hussein Swedi (ur. 25 marca 1985 w Kigomie) – tanzański piłkarz grający na pozycji obrońcy. W swojej karierze rozegrał 16 meczów i strzelił 1 gola w reprezentacji Tanzanii.

## Kariera klubowa
Swoją karierę piłkarską Swedi rozpoczął w klubie Simba SC. W sezonie 2002 zadebiutował w jego barwach w pierwszej lidze tanzańskiej. Grał w nim do końca 2007 roku. Wywalczył z nim trzy mistrzostwa Tanzanii w sezonach 2003, 2004 i 2007 oraz dwa wicemistrzostwa w sezonach 2002 i 2006. W sezonie 2008/2009 grał w Azam FC, a w latach 2011-2014 w Coastal Union FC. W latach 2014–2016 był zawodnikiem Mwadui United FC, w którym zakończył karierę.

## Kariera reprezentacyjna
W reprezentacji Tanzanii Swedi zadebiutował 8 września 2002 w przegranym 0:4 meczu kwalifikacji do Pucharu Narodów Afryki 2004 z Beninem, rozegranym w Kotonu. Od 2002 do 2007 wystąpił w kadrze narodowej 16 razy i strzelił 1 gola.